# Alfio Basile
Alfio Basile (Bahía Blanca, 1 november 1943) is een voormalig Argentijns profvoetballer en voetbaltrainer.
Basile begon zijn carrière bij Bella Vista uit zijn thuisstad. In 1964 maakte hij de overstap naar het profvoetbal bij Racing Club. In 1971 maakte hij de overstap naar Huracán toen deze club net zijn glorieperiode beleefde en in 1973 kampioen werd.
Na zijn spelerscarrière werd hij trainer en trainde hij verschillende clubs in de jaren tachtig. Echt succesvol werd hij begin jaren negentig toen hij bondscoach werd en twee keer de CONMEBOL Copa América kon winnen en een keer de FIFA Confederations Cup. Op het FIFA WK 1994 werd het land al snel titelfavoriet na mooie zeges op Nigeria en Griekenland, maar na een positieve dopingtest van Diego Maradona en een nederlaag tegen Bulgarije werd het enthousiasme al getemperd. Al in de tweede ronde kegelde Roemenië het land uit het toernooi. Hierna ging hij opnieuw bij meerdere clubs aan de slag en werd opnieuw succesvol bij Boca Juniors in 2005 en 2006 toen hij twee nationale en drie internationale titels won. Door dit succes mocht hij de functie van José Pékerman als bondscoach overnemen. Na een nederlaag tegen Chili in de WK-kwalificatie in 2008 nam Basile ontslag als bondscoach. Hij keerde terug naar Boca, maar had ook hier geen successen meer.

## Erelijst
Als speler
 Racing Club
- Primera División: 1966
- CONMEBOL Libertadores: 1967
- Wereldbeker voor clubteams: 1967

 Huracán
- Primera División: 1973 Metropolitano

Als trainer
 Racing Club
- Supercopa João Havelange: 1988

 Boca Juniors
- Primera División: 2005 Apertura, 2006 Clausura
- CONMEBOL Sudamericana: 2005
- CONMEBOL Recopa: 2005, 2006

 Argentinië
- CONMEBOL Copa América: 1991, 1993
- FIFA Confederations Cup: 1992
- Artemio Franchi Cup: 1993

1 Goycochea ·
2 Vázquez ·
3 Enrique ·
4 Basualdo ·
5 Astrada ·
6 Ruggeri ·
7 Caniggia ·
8 Franco ·
9 Batistuta ·
10 Simeone ·
11 Latorre ·
12 Lanari ·
13 Gamboa ·
14 Craviotto ·
15 Altamirano ·
16 García ·
17 Zapata ·
18 Medina ·
19 Mohamed ·
20 Rodríguez ·
21 Giunta ·
22 Cancelarich ·
Coach: Basile
1 Goycochea ·
2 Vázquez ·
3 Altamirano ·
4 Basualdo ·
5 Redondo ·
6 Ruggeri  ·
7 Caniggia ·
8 Villarreal ·
9 Batistuta ·
10 Simeone ·
11 Cagna ·
12 Islas ·
14 Acosta ·
15 Borelli ·
16 García ·
18 Craviotto ·
20 Rodríguez ·
21 Cancelarich ·
Coach: Basile
1 Goycochea ·
2 Vázquez ·
3 Altamirano ·
4 F. Basualdo ·
5 Redondo ·
6 Ruggeri ·
7 Medina ·
9 Batistuta ·
10 Simeone ·
11 Gorosito ·
12 Islas ·
13 Cáceres ·
14 Craviotto ·
15 Borelli ·
16 García ·
17 Zapata ·
18 Acosta ·
19 Zamora ·
20 Rodríguez ·
21 Scoponi ·
22 Mancuso ·
23 J. Basualdo ·
Coach: Basile
1 Goycochea ·
2 Vázquez ·
3 Chamot ·
4 Sensini ·
5 Redondo ·
6 Ruggeri ·
7 Caniggia ·
8 Basualdo ·
9 Batistuta ·
10 Maradona  ·
11 Medina ·
12 Islas ·
13 Cáceres ·
14 Simeone ·
15 Borelli ·
16 Díaz ·
17 Ortega ·
18 Pérez ·
19 Balbo ·
20 Rodríguez ·
21 Mancuso ·
22 Scoponi ·
Coach: Basile
1 Abbondanzieri ·
2 Ayala  ·
3 Díaz ·
4 Ibarra ·
5 Gago ·
6 Heinze ·
7 Palacio ·
8 Zanetti ·
9 Crespo ·
10 Riquelme ·
11 Tévez ·
12 Carrizo ·
13 González ·
14 Mascherano ·
15 G. Milito ·
16 Aimar ·
17 Burdisso ·
18 Messi ·
19 Cambiasso ·
20 Verón ·
21 D. Milito ·
22 Orión ·
Coach: Basile